# Білоруський народний фронт «Відродження»
Білору́ській наро́дний фронт «Відро́дження» (біл. Беларускі народны фронт «Адраджэнне») — суспільно-політичний рух кінця 1980-х — початку 1990-х років за перебудову політичної системи та відродження білоруської нації на засадах демократії та гуманізму і за фактичну державну незалежність Республіки Білорусь.
Оргкомітет Білоруського народного фронту «Відродження» був створений 19 жовтня 1988 року за пропозицією З. Позняка.
Установчий з'їзд відбувся у Вільнюсі 24–25 червня 1989 р. БНФ брав активну участь у виборах народних депутатів БРСР (березень-квітень 1990 р.).
Фракція БНФ була створена у Верховній Раді БРСР.
У 1993 р. була створена партія БНФ.

## Регіональні структури
Найважливіші місцеві Ради БНФ діяли в Мінську, обласних містах, а також у Пінську, Новополоцьку, Івацевичах, Солігорську, Славгороді, Молодечно та ін.